# Генерал-лейтенант

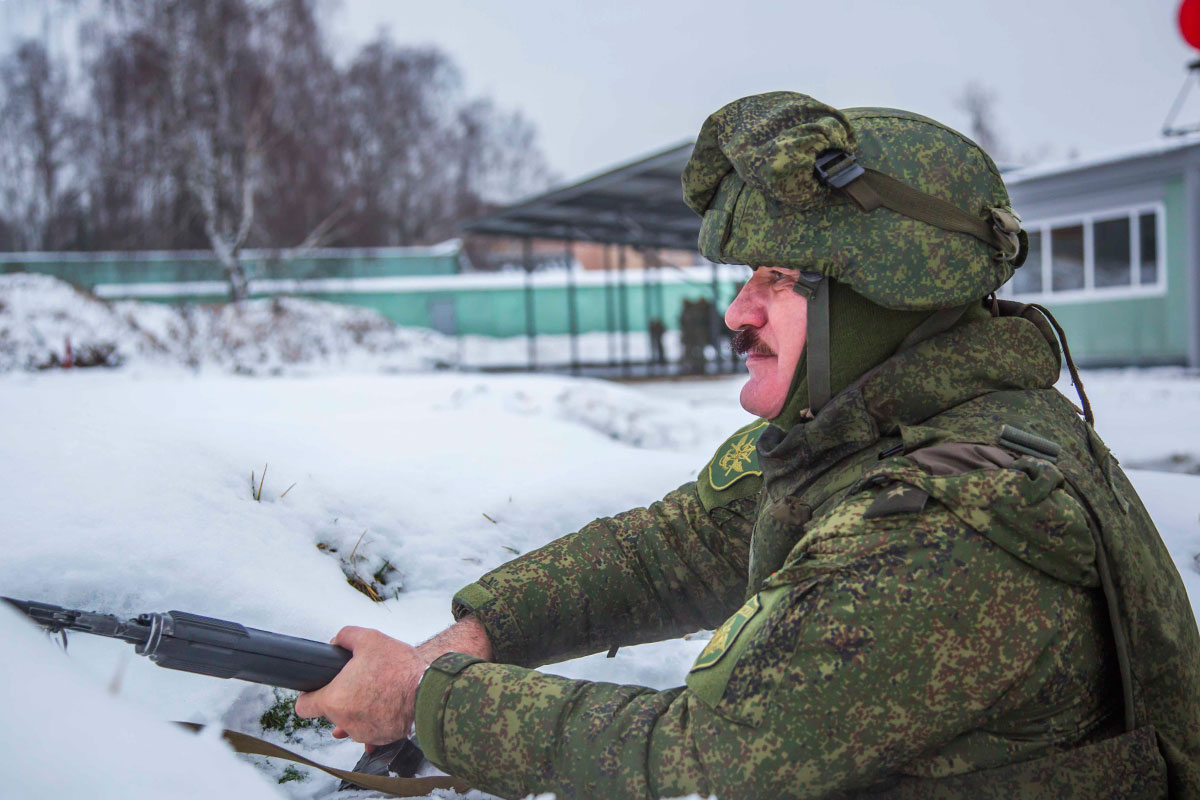
Генерал-лейтенант Александр Петрович Леонов на оперативно-специальном сборе с офицерами Сухопутных войск РФ на полигоне 2-й гвардейской мотострелковой дивизии.

Генера́л-лейтена́нт — словосочетание, означающее:
1. Воинское звание высшего офицерского состава в вооружённых силах ряда государств;
2. Военнослужащий, имеющий чин, воинское звание «генерал-лейтенант».

Для ряда «силовых» ведомств Российской Федерации установлены специальные звания: генерал-лейтенант полиции, генерал-лейтенант внутренней службы, генерал-лейтенант юстиции, а также приравненный к ним классный чин действительный государственный советник Российской Федерации 2 класса.
Зачастую обозначается тремя звёздами и иногда носит наименование «генерал-подполковник», обычно командует армейским корпусом.

## История
В современной военной иерархии майор стоит выше лейтенанта, но при этом генерал-лейтенант выше по званию, чем генерал-майор. Это объясняется тем, что изначально генерал-лейтенант был заместителем «полного генерала», командовавшего армией.
Л. Е. Шепелев в своей книге «Титулы, мундиры, ордена в Российской империи» объясняет это влиянием званий французской армии, где существовали чины бригадного генерала и полного генерала (иногда именуемого просто генералом). Но следует заметить, что во французской армии никогда не использовались звания майор, генерал-майор и генерал-лейтенант — им соответствуют звания командант, дивизионный генерал и корпусной генерал.
В Российской империи обер-офицерские чины были заимствованы из западноевропейских армий:
- Лейтенант (фр. lieutenant — «заместитель») или капитан-лейтенант — офицер, являющийся заместителем, помощником офицера в чине капитана (командир батальона); отсюда также полковник-лейтенант (фр. lieutenant-colonel) (подполковник), заместитель командира полка (колонны).
- Майор (от лат. major — старший, главный) — произошёл от полкового сержанта (сержант-майора), который являлся помощником командира полка; в старой английской армии сержанты являлись командирами рот.

Прусской армией командовал генерал-полковник (генерал-оберст) (с 1852 года, до 1852 года — генерал-фельдмаршал). Ниже него стояли генералы, командовавшие определённым родом войск (генералы от инфантерии, кавалерии и артиллерии), именуемые просто генералами. У каждого из этих генералов был заместитель, именуемый генерал-лейтенантом. И наконец, генерал-майор (от латинского major — старший, применительно к ситуации — старший там, куда пошлют) — это генерал, волей главнокомандующего старший над определённым участком поля боя, то есть помощник полного генерала на определённом направлении. Логично, что генерал-заместитель по рангу будет старше генерала-помощника.

## Россия

### Российская империя
Чин генерал-лейтенанта введён Петром I; одновременно практически в качестве синонима использовался чин генерал-поручик, употреблявшийся в русских «полках иноземного строя» и в XVII веке (в силу эквивалентности терминов поручик и лейтенант).
Во второй половине Северной войны чин генерал-лейтенанта вытеснил из обихода чин генерал-поручика. В 1741 году Елизавета Петровна вернула чин генерал-поручика вместо генерал-лейтенанта. В 1796 году чин генерал-поручика снова заменён чином генерал-лейтенанта, кроме артиллерии, где чин генерал-поручика остался.
До революции 1917 года командир в чине генерал-лейтенанта командовал обычно общевойсковыми дивизией и корпусом (обычно после нескольких лет в должности корпусного командира производился в полные генералы). Также генерал-лейтенанты могли состоять дежурными генералами при императорах, фельдмаршалах или генералиссимусах, а позднее — и при генералах родов войск. В начальный период Первой мировой войны генерал-лейтенант командовал обычно дивизией либо корпусом (при этом командующим армией мог быть только генерал рода войск или, как иногда их называли для простоты, «полный генерал»).
Командующие армиями в чине генерал-лейтенанта появились в 1916 году (например, А. М. Каледин — командующий 8-й армией Юго-Западного фронта во время Брусиловского прорыва), при Временном правительстве генерал-лейтенанты могли быть назначены и на командование фронтом (как, например, А. И. Деникин — главнокомандующий армиями Юго-Западного фронта). Последний Верховный главнокомандующий русской армии Н. Н. Духонин также имел чин генерал-лейтенанта.
| младший воинский чин: Генерал-майор | (Генерал-поручик (1741—1796)) Генерал-лейтенант (1796-1917) | старший воинский чин: Генерал рода войск |

### СССР и Российская Федерация
В Красной армии воинское звание восстановлено в 1940 году при введении генеральских званий для высшего командного состава. В период Великой Отечественной войны званию могли соответствовать следующие должности:
- командующий фронтом/командующий армией/командир корпуса (только в 1941—1942 годах),
- командующий фронтом/заместитель командующего фронтом/начальник штаба фронта/командующий армией (1941—1943 годах),
- заместитель командующего фронтом/командующий армией/заместитель командующего армией/начальник штаба армии/командир корпуса (в завершающий период).

В РККА имелись воинские звания:
- Генерал-лейтенант медицинской службы
- Генерал-лейтенант танковых войск
- Генерал-лейтенант береговой службы
- Генерал-лейтенант инженерно-технической службы
- и другие.

В Российской Федерации — России, а ранее и в ВС Союза ССР, перед воинским званием военнослужащего, проходящего военную службу в гвардейской воинской части, на гвардейском корабле, добавляется слово «гвардии» (Гвардии генерал-лейтенант).
К воинскому званию военнослужащего или гражданина, пребывающего в запасе, имеющего военно-учётную специальность (ВУС) юридического или медицинского профиля, добавляются соответственно слова «юстиции» (Генерал-лейтенант юстиции) или «медицинской службы» (Генерал-лейтенант медицинской службы).
К воинскому званию гражданина, пребывающего в запасе или находящегося в отставке, добавляются соответственно слова «запаса» (Генерал-лейтенант запаса) или «в отставке» (Генерал-лейтенант в отставке).
В Вооружённых Силах России  обычно командует армией в составе военного округа или занимает одну из ряда командных должностей в Министерстве обороны или в военном округе. Также генерал-лейтенант — звание для штатной категории «командующий ракетной армией».
В категории военнослужащих корабельного состава ВМФ званию генерал-лейтенанта соответствует звание вице-адмирала.
| Младшее войсковое звание: Генерал-майор | Генерал-лейтенант | Старшее войсковое звание: Генерал-полковник |

## Знаки различия
Применялись и применяются следующие знаки различия для воинского звания генерал-лейтенанта: погоны, петлицы, пуговицы и так далее.
| Описание  | Знаки различия классного чина «Генерал-лейтенант» Вооружённых сил Российской империи | Знаки различия классного чина «Генерал-лейтенант» Вооружённых сил Российской империи | Знаки различия классного чина «Генерал-лейтенант» Вооружённых сил Российской империи | Знаки различия классного чина «Генерал-лейтенант» Вооружённых сил Российской империи | Знаки различия классного чина «Генерал-лейтенант» Вооружённых сил Российской империи | Знаки различия классного чина «Генерал-лейтенант» Вооружённых сил Российской империи |
| --------- | ------------------------------------------------------------------------------------ | ------------------------------------------------------------------------------------ | ------------------------------------------------------------------------------------ | ------------------------------------------------------------------------------------ | ------------------------------------------------------------------------------------ | ------------------------------------------------------------------------------------ |
| Погоны    | 1856—1917 гг.                                                                        | 1856—1917 гг.                                                                        | 1904—1909 гг.                                                                        | 1904—1909 гг.                                                                        | 1894—1917 гг.                                                                        | 1904—1909 гг.                                                                        |
| Род войск | Армейская пехота и кавалерия                                                         | Армейская артиллерия                                                                 | Генеральный штаб                                                                     | Войско Донское                                                                       | Генерал-адъютант Его Величества                                                      | Отдельный корпус пограничной стражи                                                  |

| Описание  | Знаки различия классного чина «Генерал-лейтенант» Российского императорского флота | Знаки различия классного чина «Генерал-лейтенант» Российского императорского флота | Знаки различия классного чина «Генерал-лейтенант» Российского императорского флота | Знаки различия классного чина «Генерал-лейтенант» Российского императорского флота | Знаки различия классного чина «Генерал-лейтенант» Российского императорского флота | Знаки различия классного чина «Генерал-лейтенант» Российского императорского флота | Знаки различия классного чина «Генерал-лейтенант» Российского императорского флота | Знаки различия классного чина «Генерал-лейтенант» Российского императорского флота |
| --------- | ---------------------------------------------------------------------------------- | ---------------------------------------------------------------------------------- | ---------------------------------------------------------------------------------- | ---------------------------------------------------------------------------------- | ---------------------------------------------------------------------------------- | ---------------------------------------------------------------------------------- | ---------------------------------------------------------------------------------- | ---------------------------------------------------------------------------------- |
| Эполеты   | 1913— гг.                                                                          | 1867—1917 гг.                                                                      |                                                                                    | 1904—1917 гг.                                                                      | 1907— гг.                                                                          | 1905—1913 гг. 1913—1917 гг.                                                        | 1904—1917 гг.                                                                      | 1904—1917 гг.                                                                      |
| Погоны    | 1913—1917 гг.                                                                      | 1904—1917 гг.                                                                      | 1912—1917 гг.                                                                      | 1904—1917 гг.                                                                      | 1907—1917 гг.                                                                      | 1913—1917 гг.                                                                      | 1904—1917 гг.                                                                      | 1904—1917 гг.                                                                      |
| Род войск | Береговая служба                                                                   | Корпус морской артиллерии                                                          | Корпус гидрографов флота                                                           | Корпус флотских штурманов                                                          | Корпус корабельных инженеров                                                       | Корпус инженер-механиков флота                                                     | Адмиралтейство                                                                     | Адмиралтейство                                                                     |

Образцы знаков различий Генерал-лейтенанта в ВС СССР и Российской Федерации (ОФ-7)
| Знаки различия       | РККА СССР                                                             | РККА СССР                          | РККА СССР             | РККА СССР      | Советская армия ВС СССР | Советская армия ВС СССР | Советская армия ВС СССР   | Советская армия ВС СССР | Российская Федерация       | Российская Федерация                | Российская Федерация | Российская Федерация   | Российская Федерация            | Российская Федерация    | Российская Федерация | Российская Федерация |
| -------------------- | --------------------------------------------------------------------- | ---------------------------------- | --------------------- | -------------- | ----------------------- | ----------------------- | ------------------------- | ----------------------- | -------------------------- | ----------------------------------- | -------------------- | ---------------------- | ------------------------------- | ----------------------- | -------------------- | -------------------- |
| Петличный знак Погон |                                                                       |                                    |                       |                |                         |                         |                           |                         |                            |                                     |                      |                        |                                 |                         |                      |                      |
|                      | нарукавный знак (к мундиру, кителю и гимнастёрке, шинели) (1940—1943) | Петличный знак CB РККА (1940—1943) | … авиации (1940—1943) | Полевой (1941) | Погон СВ (1943—1955)    | ... полевой (1943—1955) | … парадный СВ (1955—1991) | … ВВС (1955—1991)       | … ВКС, КВ, ВДВ (1994—2010) | … пaрадный ВКС, КВ, ВДВ (1994—2010) | … ВВС (1994—2010)    | … СВ, РВСН (1994—2010) | … пaрадный СВ, РВСН (1994—2010) | … Росгвардии (2016 ⇒ …) | … полиции            | … таможенной службы  |

## Франция
Во Франции в XV—XVIII веках генерал-лейтенантом вначале называли наместника короля в провинциях; в XVII—XVIII веках должность стала почётной — наследственной привилегией отдельных аристократических фамилий.
Эпизодически использовали звание генерал-лейтенанта Французского королевства — временного заместителя короля. Это звание носили:
- Шарль де Мелюн — Grand maître de France, выполнял функцию коннетабля Франции, обезглавлен на рыночной площади Petit-Andely 20 августа 1468 года
- герцог де Гиз — в 1558 и 1560 годах
- герцог Анжуйский (будущий король Генрих III) — в 1567 году
- герцог Майеннский — в 1589 году
- кардинал, герцог Ришельё — в 1629 году.

Одновременно в середине XVII века появилось воинское звание генерал-лейтенанта армии — заместителя командующего армией (маршала Франции). Высшие воинские звания во Франции были ранжированы следующим образом:
- Маршал Франции
- генерал-лейтенант
- маршал-де-камп
- генерал-майор

Во время Великой Французской революции звание генерал-лейтенанта было заменено званием дивизионного генерала. Звание дивизионного генерала активно использовалось во времена Наполеоновской империи.
Реставрация Бурбонов в 1814 году вернула звания королевства, включая армейское звание генерал-лейтенанта. Была даже восстановлена должность генерал-лейтенанта — наместника короля:
- граф Артуа (будущий король Карл X) — в 1814 году
- герцог Орлеанский — 31 июля 1830 года (с 2 августа — регент королевства; 9 августа 1830 года вошёл на престол под именем Луи-Филиппа).

После Февральской революции 1848 года звание генерал-лейтенанта окончательно было заменено званием дивизионного генерала.
В современной французской армии генерал-лейтенант соответствует званию корпусный генерал.

## Германия
«Генерал-лейтенант»
Во второй половине XVI века в Священной Римской империи германской нации генерал-лейтенантом назывался заместитель генерала-главнокомандующего (Generalfeldoberst). Во время Долгой войны с Османской империей (1593—1605), начиная с 1595 года, у императора было две армии (в Нижней и Верхней Венгрии), каждая имела своего генерала-главнокомандующего, своего генерал-лейтенанта и своего фельдмаршала, причём генерал-лейтенант был по рангу выше фельдмаршала.
После того как во время Тридцатилетней войны император выступил в роли главнокомандующего собственной армией, звание генерал-лейтенанта стало высшим воинским званием Империи. В сражении на Белой Горе (1620) на стороне католиков сражалось две армии:
- императорская армия (kaiserlicher Kriegs-Armada; главнокомандующий император Фердинанд II, генерал-лейтенант и генерал-капитан Испанских Нидерландов Амброзио Спинола, фельдмаршал Бюкуа)
- армия Католической лиги (главнокомандующий герцог Максимилиан Баварский, должность генерал-лейтенанта сначала занял герцог Франц Лотарингский-Водемон, а фельдмаршалом стал Тилли; вскоре Тилли сам стал генерал-лейтенантом армии Католической лиги).

В 1625 году А. Валленштейн начал формирование «новой императорской армии»; вскоре у неё появился свой генерал-лейтенант (с 1627 года — Маррадас, с 1633 года — Галлас) и свой фельдмаршал (Шлик), а Валленштейн стал именоваться генералиссимусом (генералом генералов).
Галлас остался генерал-лейтенантом и после устранения Валленштейна (в феврале 1634 года), когда императорскую армию возглавил эрцгерцог Фердинанд Венгерский (будущий император Фердинанд III). Это окончательно закрепило звание генерал-лейтенанта в императорской армии как высшее воинское звание — заместителя императора (приравненное к генералиссимусу), стоявшего выше фельдмаршала и не подчинявшегося Гофкригсрату.
Звание генерал-лейтенанта — главнокомандующего, стоявшего выше фельдмаршала, — ещё несколько раз использовали во время Тридцатилетней войны некоторые германские суверены:
- 1632 — Иоганн Георг фон Арним, генерал-лейтенант Саксонии, в 1641 году — генерал-лейтенант императорской армии (†1641).
- 1644 — Франц II фон Мерси, генерал-лейтенант Баварии (†1645).

По окончании Тридцатилетней войны звание императорского генерал-лейтенанта (генералиссимуса) носили:
- 1664 — Монтекукколи (после победы при Сент-Готарде)
- 1680 — Карл V Лотарингский (†1690)
- 1691 — Людвиг Баденский (†1707)
- 1708 — Евгений Савойский (†1736)
- 1738 — Франц Стефан Лотарингский (с 1745 года — император Франц I)[4]

Звание, равное по рангу генерал-лейтенанту в других странах (в частности, во Франции, Нидерландах, Швеции), именовалось в императорской армии (позже — в австрийской и австро-венгерской армии) фельдмаршал-лейтенант.
В протестантских германских государствах (в частности в Бранденбурге-Пруссии) вскоре была принята «французская» система, в которой генерал-лейтенант стоял ниже генерал-фельдмаршала и генерала рода войск.
В годы Первой и Второй мировой войн в германской армии (рейхсхеере, рейхсвере и вермахте) генерал-лейтенант стоял выше генерал-майора и ниже генерала рода войск (генерала пехоты, генерала кавалерии, генерала артиллерии), генерал-полковника и генерал-фельдмаршала.

## Австро-Венгрия
- Фельдмаршал-лейтенант (Feldmarschalleutnant)Знак различия фельдмаршала-лейтенанта на воротнике

Знак различия фельдмаршала-лейтенанта на воротнике

## США
В ВС США является должностным званием, то есть это звание присваивается генералу только на время нахождения его в должности, соответствующей званию генерал-лейтенант (обычно это командир корпуса и приравненных к этой должности).

#### Знаки различия
Применялись и применяются следующие знаки различия для воинского звания генерал-лейтенант: погоны, петлицы, пуговицы и так далее.

Знаки различия генерал-лейтенанта армии, ВВС и МП ВС США.
Погон генерал-лейтенанта ВВС ВС США.
Погончик (поперёк плеча).
Должностной флаг.

## Страны Балтии
В ВС Латвии и Литвы звание генерал-лейтенант является высшим воинским званием, которое может быть присвоено высшим офицерам этих стран.

## Израиль
В Армии обороны Израиля (ВС Израиля) звание генерал-лейтенанта (אלוף алуф) является вторым генеральским званием и последним перед Начальником Генерального штаба (НГШ), который носит звание генерал-полковника (רב אלוף рав алуф)
Правда, часто НГШ называют именно генерал-лейтенантом, что связано с проблемой точного соответствия воинских званий в Израиле (где первичен ранг бригадного генерала) и России.

#### Знаки различия
Применялись и применяются следующие знаки различия для воинского звания генерал-лейтенант: погоны, петлицы, пуговицы и так далее.

Повседневный погон генерал-лейтенанта (рав алуфа) — Начальника Генерального штаба Армии Обороны Израиля.